# カンポモローネ
カンポモローネ(イタリア語: Campomorone)は、イタリア共和国リグーリア州ジェノヴァ県にある、人口約6,700人の基礎自治体（コムーネ）。

## 地理

### 位置・広がり

#### 隣接コムーネ
隣接するコムーネは以下の通り。括弧内のALはアレッサンドリア県 所属を示す。
- ボージオ (AL)
- チェラーネジ
- フラコナルト (AL)
- ジェーノヴァ
- ミニャーネゴ
- ヴォルタッジョ (AL)

### 地震分類
イタリアの地震リスク階級 (it) では、3 に分類される
。

## 行政

### 分離集落
カンポモローネには、以下の分離集落（フラツィオーネ）がある。
- Cravasco, Gallaneto, Gazzolo, Isoverde, Langasco, Pietralavezzara, Santo Stefano di Larvego

## 姉妹都市
- San Nicolás de los Arroyos、アルゼンチン 2013年